# غوشناطية شديدة الليونة
غوشناطية شديدة الليونة (الاسم العلمي:Gochnatia mollissima) هي نوع من النباتات تتبع جنس الغوشناطية من الفصيلة النجمية.